# Liste d'aéronefs (E-H)
Pour un article plus général, voir Liste des aéronefs.
- A
- B
- C
- D
- E-H
- I-M
- N-S
- T-Z

## E

### EAA
- EAA Acro Sport
- EAA Baby Ace C
- EAA Biplane

### EADS
- EADS Mako HEAT
- EADS Phoenix

### Eberhart
- Eberhart FG
- Eberhart F2G

### Eclipse
- Eclipse 400
- Eclipse 500
- Eclipse 550

### EDO Aircraft Corp
- EDO OSE

### Edra Aeronautica
- Edra Paturi
- Edra Petrel
- Edra Super Petrel

### EH Industries
- EH Industries EH101

### EKW
- EKW C-35
- EKW C-3602
- EKW C-3603
- EFW C-3604
- EFW C-3605
- EFW N-20
- MA-7

### Elliotts
- Elliotts Baby EoN
- Elliotts Newbury EoN
- Elliotts Primary EoN
- Elliotts Eton
- EoN Olympia

### Embraer
Voir aussi: AMX International
- Embraer EMB-110 Bandeirante
- Embraer EMB-120 Brasilia
- Embraer 170
- Embraer EMB-121 Xingu
- Embraer ERJ-135
- Embraer ERJ-145
- Embraer 170
- Embraer 190
- Embraer EMB 200 Ipanema
- Embraer KC-390
- Embraer R-99

### Emsco
- Emsco B-2 Challenger
- Emsco B-3
- Emsco B-4
- Emsco B-5
- Emsco B-7 Sport
- Emsco B-8 Flying Wing
- Emsco B-10

### ENAER
- ENAER Pantera
- ENAER T-35 Pillán
- Enaer Eaglet

### Engineering Division
- Engineering Division USD-9

### English Electric
- English Electric Canberra
- English Electric Kingston
- English Electric Lightning

### Enstrom
- Enstrom F-28
- Enstrom F-280
- Enstrom F-480

### Epic Aircraft
- Epic LT
- Epic E1000

### Erco
- Erco Ercoupe

### Erla
- Erla Me 3
- Erla Me 4
- Erla Me 5
- Erla 4
- Erla 5
- Erla 6

### Etrich
- Etrich Taube

### Euler
- Euler D.I

### Eurocopter
- Eurocopter Bo 105
- Eurocopter EC120 Colibri
- Eurocopter EC130
- Eurocopter AS365 Dauphin
- Eurocopter EC135
- Eurocopter EC145
- Eurocopter EC175
- Eurocopter EC665 Tigre
- Eurocopter AS350 Écureuil
- Eurocopter HH-65 Dolphin
- Eurocopter AS565 Panther
- Eurocopter AS332 Super Puma
- Eurocopter AS532 Cougar
- Eurocopter Twin Squirrel
- Eurocopter UH-72 Lakota

### Eurofighter
- Eurofighter Typhoon

### Evektor-Aerotechnik
- Evektor AV97 Eurostar
- Evektor VUT100 Cobra
- Evektor EV-55 Outback

### EWR
- EWR VJ 101

### Excalibur Aviation Company
- Excalibur Queenaire 800 et Queenaire 8800

### Extra Aircraft
- Extra 200
- Extra 230
- Extra 300
- Extra EA400
- Extra EA500

## F

### Fabrica Militar de Aviones
- DINFIA IA 35 Huanquero
- FMA IA 58 Pucará
- FMA IA 63 Pampa
- FMA IAe 27 Pulqui I
- FMA IAe 30 Namcu
- FMA IAe 33 Pulqui II
- FMA IAe 37
- FMA IAe 38

### Fairchild
- Fairchild (Swearingen) Merlin
- Fairchild 24
- Fairchild 51
- Fairchild 71
- Fairchild 428JET
- Fairchild 728
- Fairchild A-10 Thunderbolt II
- Fairchild AC-119 Shadow/Stinger
- Fairchild AC-123 Provider
- Fairchild Argus
- Fairchild AT-21 Gunner
- Fairchild AU-23 Peacemaker
- Fairchild C-8
- Fairchild C-24 Yic
- Fairchild C-26 Metroliner
- Fairchild C-61 Forwarder
- Fairchild C-82 Packet
- Fairchild C-86 Forwarder
- Fairchild C-88
- Fairchild C-96
- Fairchild C-119 Flying Boxcar
- Fairchild C-120 Packplane
- Fairchild C-122
- Fairchild C-123 Provider
- Fairchild C-128 Flying Boxcar
- Fairchild C-138
- Fairchild Cornell
- Fairchild Hiller FH-227
- Fairchild M-92
- Fairchild Metro
- Fairchild FC-2L Razorback
- Fairchild KR-34
- Fairchild XNQ-1
- Fairchild PT-19
- Fairchild PT-23
- Fairchild YT-31
- Fairchild Super 71
- Fairchild Dornier 728
- Fairchild T-46

### Fairey Aviation Company
- Fairey Albacore
- Fairey Barracuda
- Fairey Battle
- Fairey Campania
- Fairey CT-111 Firefly
- Fairey Delta 1
- Fairey Delta 2
- Fairey Fantome
- Fairey Fawn
- Fairey FD1
- Fairey FD2
- Fairey Feroce
- Fairey Firefly
- Fairey Flycatcher
- Fairey Fox
- Fairey Fulmar
- Fairey Gannet
- Fairey Gordon
- Fairey II
- Fairey III
- Fairey Hendon
- Fairey Kangourou
- Fairey Seafox
- Fairey Seal
- Fairey Spearfish
- Fairey Swordfish

### Farman
- Farman MF.7 Longhorn
- Farman MF.11
- Farman F.40
- Farman F.60
- Farman F.200
- Farman F.211
- Farman F.222
- Farman F.420
- Farman NC.223
- Farman NC.470

### Farrington Aircraft Corporation
- Farrington Twinstar

### Fauvel
- Fauvel AV-1
- Fauvel AV-2
- Fauvel AV-3
- Fauvel AV-17
- Fauvel AV-36 361
- Fauvel AV-45 451
- Fauvel AV-46
- Fauvel AV-48
- Fauvel AV-22
- Fauvel AV-221
- Fauvel AV-222

### F.B.A.
- FBA Type A
- FBA Type B
- FBA Type C
- FBA Type H
- FBA Type S
- FBA 10
- FBA 11
- FBA 13
- FBA 14
- FBA 16
- FBA 17, FBA 171 & FBA 172
- FBA 19
- FBA 21
- FBA 270 & FBA 271
- FBA 290, FBA 291, FBA 293 & FBA 294
- FBA 310

### Seaplane Experimental Station, Felixstowe
- Felixstowe F.1
- Felixstowe F.2
- Felixstowe F.3
- Felixstowe F.5

### Fiat
- Fiat CR.30
- Fiat CR.32
- Fiat CR.42 Falco
- Fiat G.12
- Fiat G.50 Freccia
- Fiat G.55 Centauro (Zentaur)
- Fiat G.56
- Fiat G.91

### Fieseler
- Fieseler Fi 2
- Fieseler Fi 5
- Fieseler Fi 97
- Fieseler Fi 98
- Fieseler Fi 103
- Fieseler Fi 156 Storch
- Fieseler Fi 167

### Fisher
- Fisher P-75 Eagle

### Fleet
- Fleet Fawn
- Fleet Finch
- Fleet Fort
- Fleet Freighter

### Fletcher
- Fletcher BG-1
- Fletcher CQ-1
- Fletcher FBT-2
- Fletcher FD-25 Defender
- Fletcher FL-23
- Fletcher FU-24 Utility
- Fletcher Model 1
- Fletcher Navion
- Fletcher PQ-11

### Flettner
- Flettner Fl 184
- Flettner Fl 185
- Flettner Fl 265
- Flettner Fl 282 Kolibri
- Flettner Fl 339 (de)

### Flug- und Fahrzeugwerke Altenrhein
- FFA P-16
- FFA AS-202 Bravo

### FMV
- FMV J 23
- FMV J 24
- FMV S 1
- FMV S 18
- FMV S 21
- FMV S 25
- FMV Triplanet
- FMV Tummelisa

### Focke-Achgelis
- Focke-Achgelis FA 223 Drache
- Focke-Achgelis FA 266 Hornisse
- Focke-Achgelis Fa 330 Bachstelze
- Focke-Achgelis FA 336

### Focke-Wulf
- Focke-Wulf A 16
- Focke-Wulf A 17
- Focke-Wulf A 19
- Focke-Wulf A 38
- Focke-Wulf A 43
- Focke Wulf F 19
- Focke-Wulf Fw 44 Stieglitz
- Focke-Wulf Fw 55
- Focke-Wulf Fw 56 Stösser
- Focke-Wulf Fw 57
- Focke-Wulf Fw 58 Weihe
- Focke-Wulf Fw 61
- Focke-Wulf Fw 62
- Focke-Wulf Ta 152
- Focke-Wulf Ta 154
- Focke-Wulf Fw 159
- Focke-Wulf Ta 183
- Focke-Wulf Fw 186
- Focke-Wulf Fw 187 Falke
- Focke-Wulf Fw 189 Uhu
- Focke-Wulf Fw 190 Würger
- Focke-Wulf Fw 200 Condor
- Focke-Wulf Fw 300
- Focke-Wulf Fw 400
- Focke-Wulf Triebflügel

### Fokker
- Fokker 70
- Fokker XB-8
- Fokker C-2
- Fokker C-5
- Fokker C-7
- Fokker C.X
- Fokker C-14
- Fokker C-15
- Fokker C-16
- Fokker C-20
- Fokker C-31 Troopship
- Fokker Dr.1 Triplan
- Fokker D.II
- Fokker D.III
- Fokker D.IV
- Fokker D.V
- Fokker D.VI
- Fokker D.VII
- Fokker D.VIII
- Fokker D.XIII
- Fokker D.XVII
- Fokker D.XXI
- Fokker D.XXIII
- Fokker Dr.1 Triplan
- Fokker E.I
- Fokker E.III
- Fokker E.IV
- Fokker E.V
- Fokker F.II
- Fokker F.VII
- Fokker F.VIII
- Fokker F.XXII
- Fokker F27 Friendship
- Fokker F28 Fellowship
- Fokker F50
- Fokker F70
- Fokker F100
- Fokker F227
- Fokker G.I
- Fokker S.11 Instructor
- Fokker S.14 Machtrainer
- Fokker M.5
- Fokker Super Universal
- Fokker T.VIII
- Fokker Universal
- Fokker XA-7
- Fokker-VAK 191
- Fokker-VFW 614

### Folland
- Folland 43/47
- Folland Fo.139 Midge
- Folland Gnat

### Ford
- Ford C-3
- Ford C-4
- Ford C-9
- Ford Trimotor

### Forney
- Forney Aircoupe

### Foster Wikner
- Foster Wikner Warferry
- Foster Wikner Wicko

### Fouga
- Fouga CM.7
- Fouga CM.8.13
- Fouga CM.82
- Fouga CM-170
- Fouga CM-175
- Fouga CM.212

### Fournier
- Fournier RF-1
- Fournier RF-2
- Fournier RF-3
- Fournier RF-4
- Fournier RF-5
- Fournier RF-6
- Fournier RF-7
- Fournier RF-8
- Fournier RF-9
- Fournier RF-10
- Fournier RF-47

### France-Aviation
- France-Aviation HY 479

### Fuji
- Fuji FA200 Aero Subaru
- Fuji KM-1
- Fuji KM-2
- Fuji LM-1 Nikko et LM-2 Super Nikko
- Fuji T-1 Hatsutaka
- Fuji T-3
- Fuji T-5
- Fuji T-7

### Funk
- Funk B
- Funk C

### FVA
- FVA-1 Schwatze Düvel
- FVA-2 Blaue Maus
- FVA-3 Ente
- FVA-4 Pipö
- FVA-5 Rheinland
- FVA-6
- FVA-7
- FVA-8
- FVA-9 Blaue Maus 2
- FVA-10a Theodor Bienen, FVA-10b Rheinland
- FVA-11 Eifel
- FVA-13 Olympia-Jolle
- FVA-17
- FVA-18a Primitiv Krähe, FVA-18b Silberkrähe
- FVA-20
- FVA-25
- FVA-27

## G

### G1 Aviation
- G1

### GAF
- GAF Nomad

### Galaxy
- Galaxy 300

### Gates
- Gates C-21 Learjet

### General Aircraft Ltd
- General Aircraft GA42 Cygnet
- General Aircraft GAL.38
- General Aircraft GAL 48 Hotspur
- General Aircraft Hamilcar

### General Atomics
- General Atomics GNAT 750
- General Atomics MQ-1 Predator
- General Atomics RQ-1 Predator

### General Avia
- General Avia F.20 Pegaso
- General Avia F.22
- General Avia F.600 Canguro

### General Dynamics
- General Dynamics F-16 Fighting Falcon
- General Dynamics F-111 Aardvark

### General Motors
- General Motors FM Wildcat
- General Motors F2M Wildcat
- General Motors F3M Bearcat
- General Motors P-75 Eagle
- General Motors TBM Avenger

### Gerner
- Gerner G I
- Gerner G IIR

### Gil-Pazo
- Gil-Pazo GP-1

### Gippsland Aeronautics
- Gippsland GA-8 Airvan
- Gippsland GA-200 Fatman

### Glaser-Dirks
Voir aussi: DG Flugzeugbau
- DG-100, 101, 100G, 101G
- DG-200, 202, 200/17
- DG-300, 303
- DG-400
- DG-500, M, 505, 505MB
- DG-600, 600/18, 600M, 600/18 M

### Glasflügel
- Glasflügel H-30 GFK
- Glasflügel H-301 Libelle
- Björn Stender BS-1
- Glasflügel H-201 Standard-Libelle
- Glasflügel 401 Kestrel (129)
- Glasflügel 604 Kestrel 22
- Glasflügel 202 Standard-Libelle
- Glasflügel 203 Standard-Libelle
- Glasflügel 204 Standard-Libelle
- Glasflügel 205 Club-Libelle
- Glasflügel 206 Hornet
- Glasflügel Hornet C
- Glasflügel 303 Mosquito
- Glasflügel 304
- Glasflügel 402
- Hansjörg Streifeneder Falcon

### Globe Aircraft Company
- Globe BTC-1
- Globe Swift

### Gloster
- Gloster E28/39
- Gloster Gamecock
- Gloster Gauntlet
- Gloster Gladiator
- Gloster Grebe
- Gloster Grouse
- Gloster Javelin
- Gloster Meteor
- Gloster Sea Gladiator

### Goodyear
- Goodyear FG Corsair
- Goodyear F2G
- Goodyear Inflatoplane

### Göppingen
- Göppingen Gö 1
- Göppingen Gö 3
- Göppingen Gö 9

### Gourdou-Leseurre
- Gourdou-Leseurre GL-1
- Gourdou-Leseurre GL-2
- Gourdou-Leseurre GL-21
- Gourdou-Leseurre GL-22
- Gourdou-Leseurre GL-23
- Gourdou-Leseurre GL-31
- Loire-Gourdou-Leseurre LGL-32
- Loire-Gourdou-Leseurre LGL-33
- Loire-Gourdou-Leseurre LGL-34
- Loire-Gourdou-Leseurre LGL-351
- Loire-Gourdou-Leseurre LGL-354
- Gourdou-Leseurre GL-40
- Gourdou-Leseurre GL-410
- Gourdou-Leseurre GL-450
- Gourdou-Leseurre GL-482
- Gourdou-Leseurre GL-50
- Gourdou-Leseurre GL-51
- Gourdou-Leseurre GL-810

### Gotha
- Gotha G.I
- Gotha G.IV
- Gotha G.V
- Gotha Go 145
- Gotha Go 146
- Gotha Go 147
- Gotha Go 229
- Gotha Go 242
- Gotha Go 244
- Gotha Go 345
- Gotha Ka 430

### Grandjean
- Grandjean L

### Granville Brothers Aircraft
- Gee Bee Model A
- Gee Bee Sportster
- Gee Bee Senior Sportster
- Gee Bee Super Sportster
- Gee Bee R-1
- Gee Bee R-2
- Gee Bee Model Z

### Grasshopper
- Grasshopper Primary Glider

### Grays Harbor Airways
- Grays Harbor Activian

### Great Lakes
- Great Lakes BG
- Great Lakes B2G

### Grigorovich
- Grigorovich I-1
- Grigorovich I-2
- Grigorovich M-1
- Grigorovich M-2
- Grigorovich M-3
- Grigorovich M-4
- Grigorovich M-5
- Grigorovich M-6
- Grigorovich M-7
- Grigorovich M-8
- Grigorovich M-9
- Grigorovich M-10
- Grigorovich M-11
- Grigorovich M-12
- Grigorovich M-13
- Grigorovich M-14
- Grigorovich M-15
- Grigorovich M-16
- Grigorovich M-17
- Grigorovich M-18
- Grigorovich M-19
- Grigorovich M-20
- Grigorovich M-21
- Grigorovich M-22
- Grigorovich M-23
- Grigorovich M-24
- Grigorovich ROM-1
- Grigorovich ROM-2
- Grigorovich MK-1
- Grigorovich MRL-1
- Grigorovich MR-2
- Grigorovich MR-3
- Grigorovich MR-5
- Grigorovich MUR-1
- Grigorovich MU-2
- Grigorovich MUR-2
- Grigorovich PI-1
- Grigorovich SUVP
- Grigorovich TB-5
- Grigorovich TSh-1
- Grigorovich TSh-2
- Grigorovich DI-3
- Grigorovich I-Z
- Grigorovich IP-1 et Grigorovich IP-4

### Grob Aircraft
- Grob Egrett
- Grob G 115
- Grob GF 200
- Grob Tutor
- Grob G 102 Astir, Astir Jeans, Astir 77, Astir Club
- Grob G 103 Twin, Twin II, Twin II Acro, Twin III
- Grob G 120A
- Grob Strato 2C
- Grob SPn

### Grumman
- Grumman A-6 Intruder
- Grumman AF Guardian
- Grumman A2F Intruder
- Grumman Ag-Cat
- Grumman C-1 Trader
- Grumman C-2 Greyhound
- Grumman C-103
- Grumman CSR-110 Albatross
- Grumman E-1 Tracer
- Grumman E-2 Hawkeye
- Grumman EA-6 Prowler
- Grumman FF Fifi
- Grumman F2F
- Grumman F3F
- Grumman F4F Wildcat
- Grumman F6F Hellcat
- Grumman F7F Tigercat
- Grumman F8F Bearcat
- Grumman F9F Panther et F9F Cougar
- Grumman F12F
- Grumman F-11 Tiger
- Grumman F-14 Tomcat
- Grumman Goblin
- Grumman G-21 "Goose"
- Grumman G-44 "Widgeon"
- Grumman G-73 "Mallard"
- Grumman Gulfstream I
- Grumman Gulfstream II
- Grumman Grumman HU-16 "Albatross"
- Grumman J2F Duck
- Grumman JF Duck
- Grumman OV-1 Mohawk
- Grumman S-2 Tracker
- Grumman TBF Avenger
- Grumman TB2F
- Grumman WF-2
- Grumman W2F Hawkeye
- Grumman X-29
- Grumman XF5F Skyrocket
- Grumman XF10F Jaguar
- Grumman XP-50
- Grumman XP-65
- Grumman American AA-1B Trainer
- Grumman American AA-5 Traveler, Grumman American AA-5A Cheetah, Grumman American AA-5B Tiger
- Grumman American TR-2

### Guizhou Aircraft Industry Corporation
- Guizhou JL-9

### Gulfstream
- Gulfstream III,
- Gulfstream IV
- Gulfstream V,
- Gulfstream G100
- Gulfstream G150
- Gulfstream G200
- Gulfstream G280
- Gulfstream G300
- Gulfstream G350
- Gulfstream G400
- Gulfstream G450
- Gulfstream G500 (2002)
- Gulfstream G500 (2014)
- Gulfstream G550
- Gulfstream G600
- Gulfstream G650
- Gulfstream Aerospace Jetprop
- Gulfstream Aerospace Turbo Commander
- Gulfstream American AA-1C Lynx, Gulfstream American T-Cat
- Gulfstream American GA-7 Cougar
- Gulfstream American AA-5A Cheetah, Gulfstream American AA-5B Tiger
- C-20.
- C-37.

### Gyrodyne
- Gyrodyne DSN
- Gyrodyne RON

## H

### Häfeli
- Häfeli DH-1
- Häfeli DH-2
- Häfeli DH-3
- Häfeli DH-4
- Häfeli DH-5

### Halberstadt
- Halberstadt CL.II
- Halberstadt CL.IV
- Halberstadt C.V
- Halberstadt D.I
- Halberstadt D.II
- Halberstadt D.III

### Hall
- Hall FH
- Hall PH

### Hamble
- Hamble Baby

### Hamburger Flugzeugbau
- HFB 320 Hansajet

### Hamilton
- Hamilton C-89
- Hamilton Little Liner
- Hamilton Westwind IISTD et III

### Handley Page
- Handley Page HP.42 (HP.45)
- Handley Page HP.51
- Handley Page HP.115
- Handley Page Clive
- Handley Page Hadrian
- Handley Page Halifax
- Handley Page Hamilton
- Handley Page Hamlet
- Handley Page Hampstead
- Handley Page Hampden
- Handley Page Handcross
- Handley Page Hanley
- Handley Page HP.31 Harrow
- Handley Page HP.54 Harrow
- Handley Page Hastings
- Handley Page Hendon
- Handley Page Herald
- Handley Page Hereford
- Handley Page Hermes
- Handley Page Heyford
- Handley Page Hinaidi
- Handley Page HP.93
- Handley Page HP.88
- Handley Page Hyderabad
- Handley Page Jetstream
- Handley Page Marathon
- Handley Page O/100
- Handley Page O/400
- Handley Page V/1500
- Handley Page Victor
- Handley Page W.8

### Hannover(en)
- Hannover CL.II (en)
- Hannover CL.III

### Hanriot
- Hanriot HD.1
- Hanriot HD.2
- Hanriot HD.3
- Hanriot HD.5
- Hanriot HD.6
- Hanriot HD.7
- Hanriot HD.8
- Hanriot HD.12
- Hantiot DH.15
- Hanriot H.16
- Hanriot HD.20
- Hanriot HD.26
- Hanriot HD.27
- Hanriot H.31
- Hanriot H.33
- Hanriot H.110 et Hanriot H.115
- Hanriot H.185
- Hantiot H.220
- Hanriot H.232
- Hanriot H.436

### Hansa-Brandenburg
- Hansa-Brandenburg B.I
- Hansa-Brandenburg C.I
- Hansa-Brandenburg C.II
- Hansa-Brandenburg D.I
- Hansa-Brandenburg W.12
- Hansa-Brandenburg W.29

### Harbin
- H-5 (IIyushin II-28)
- Harbin Y-11
- Harbin Y-12
- Harbin Z-5 (Mil Mi-4)
- Harbin Z-9

### Harlow Aircraft Corp
- Harlow PC-5
- Harlow PJC-1
- Harlow PJC-2
- Harlow PJC-4
- Harlow S-1
- Harlow UC-80

### Harmon Rocket (kits de modification d'avionsVan's Aircraft)
- Harmon Rocket I
- Harmon Rocket II
- Harmon Rocket III

### Hawker
- Hawker Audax
- Hawker Demon
- Hawker Fury
- Hawker Hardy
- Hawker Hart
- Hawker Hector
- Hawker Henley
- Hawker Hind
- Hawker Horsley
- Hawker Hotspur
- Hawker Hunter
- Hawker Hurricane
- Hawker Nimrod
- Hawker Osprey
- Hawker P.1072
- Hawker Sea Fury
- Hawker Sea Hawk
- Hawker Sea Hurricane
- Hawker Tempest
- Hawker Tomtit
- Hawker Tornado
- Hawker Typhoon
- Hawker Woodcock

### Hawker Siddeley
- Hawker Siddeley Andover
- Hawker Siddeley Dominie
- Hawker Siddeley Harrier
- Hawker Siddeley HS.125
- Hawker Siddeley HS.748
- Hawker Siddeley HS.125
- Hawker Siddeley Kestrel
- BAe (Hawker Siddeley) Sea Harrier
- Hawker-Siddeley Trident

### Hawker Beechcraft
- Hawker 390 Premier
- Hawker 400
- Hawker 750
- Hawker 800
- Hawker 850
- Hawker 900
- Hawker 1000
- Hawker 4000

### Heinkel
- Heinkel HE 12
- Heinkel HD 37
- Heinkel He 38
- Heinkel He 43
- Heinkel He 45
- Heinkel He 46
- Heinkel He 49
- Heinkel He 50
- Heinkel He 51
- Heinkel He 59
- Heinkel He 60
- Heinkel He 70
- Heinkel He 72
- Heinkel He 74
- Heinkel He 100
- Heinkel He 111
- Heinkel He 112
- Heinkel He 113
- Heinkel He 114
- Heinkel He 115
- Heinkel He 116
- Heinkel He 162 Volksjäger
- Heinkel He 172
- Heinkel He 176
- Heinkel He 177 Greife
- Heinkel He 178
- Heinkel He 219 Uhu
- Heinkel He 274
- Heinkel He 277
- Heinkel He 280
- Heinkel He 343

### Helio
- Helio Courier
- Helio Helioplane

### Heliopolis
- Heliopolis Gomhouria

### Henri Farman
- Henri Farman Biplane
- Henri Farman F20
- Henri Farman F27
- Henri Farman III

### Henri Mignet
- HM-1-1 (1912)
- HM-2 (1920)
- HM-3 (1922)
- HM-4 ( ?? )
- HM-5 (1924)
- HM-6 (1925)
- HM-8 (1928)
- HM-13 (1930)
- HM-14 Pou du ciel (1934)
- HM-15 ( ?? )
- HM-16 ( ?? )
- HM-17 ( ?? )
- HM-18 ( ?? )
- HM-19 ( ?? )
- HM-210 ( ?? )
- HM-280 (1944)
- HM-290 (1946)
- HM-293 ( ?? )
- HM-360 (1957)
- HM-380 (1957)

### Henschel
- Henschel Hs 121
- Henschel Hs 123
- Henschel Hs 124
- Henschel Hs 125
- Henschel Hs 126
- Henschel Hs 127
- Henschel Hs 129
- Henschel Hs 130
- Henschel Hs 132

### HESA
- HESA Iran-140 Faraz

### Hiller
- Hiller 360
- Hiller CH-112 Nomad
- Hiller HTE-2
- Hiller UH-12
- Hiller X-18

### Hindustan
- Hindustan Dhruv (ou Advanced Light Helicopter)
- HAL Ajeet
- HAL HJT-16 Kiran
- HAL HF-24 Marut
- Hindustan HUL-26 Pushpak
- HAL HPT-32 Deepak
- HAL Tejas (ou Light Combat Aircraft)
- HAL HJT-36 Sitara

### Hiro
- Hiro B3Y Navy Type 92
- Hiro F-5
- Hiro G2H Navy Type 95
- Hiro H1H Navy Type 15
- Hiro H2H Navy Type 89
- Hiro H3H Navy type 90
- Hiro H4H Navy type 91
- Hiro R-3

### Hispano-Suiza
- Hispano-Suiza E.34

### Holcomb
- Holcomb Perigee

### Honda
- Honda HA-420 HondaJet

### Hongdu
- Hongdu JL-8

### Horten
- Horten Ho I
- Horten Ho II
- Horten Ho III
- Horten Ho IV
- Horten Ho V
- Horten Parabola
- Horten Ho VI
- Horten Ho VII
- Horten Ho VIII
- Horten Ho IX
- Horten Ho X
- Horten Ho XI
- Horten Ho XII
- Horten Ho XIII
- Horten Ho XV, Horten XVa, Horten XVb, Horten XVc
- Horten Ho XVIII
- Horten Ho 33
- I.Ae.34 Clen Antu
- I.Ae.41 Urubu
- IAME I.A.28

### Howard
- Howard DGA-11
- Howard DGA-15
- Howard C-70 Nightingale

- Howard 250
- Howard 350
- Howard 500
- Howard Tri-Motor Travel Air

### Huff-Daland
- AT-1
- AT-2
- XB-1 Super Cyclops
- XHB-1
- XHB-3
- LB-1
- D-49
- Duster
- HD-1 Early Bird
- HD-4 Bridget
- HD-5 Petrel
- HD-7 Dizzy Dog
- HD-8 Plover
  - HD-8A Petrel 1
  - HD-8A Petrel 4
  - HD-8A Petrel 5
- HD-9
  - HD-9A
  - HD-9L
- HD-22
- HN
- HO
- Pelican
- Petrel 31
- TA-2
- TA-6
- TW-5
- TW-8

### HughesHughes Aircraft,Hughes Helicopters
- Hughes 500
- Hughes A-37
- Hughes AH-64 Apache
- Hughes H-1
- Hughes H-4 Hercules ("Spruce Goose")
- Hughes H-6
- Hughes OH-6 Cayuse
- Hughes XF-11
- Hughes XP-73

### Humbert Aviation
- Tétras

### Jack Humphreys
- Humphreys Biplane

### Hunting Percival
- Hunting Percival Jet Provost
- Hunting Percival Pembroke

### Hurel-Dubois
- Hurel-Dubois HD-31
- Hurel-Dubois HD-34
- Hurel-Dubois HD-35
- Hurel-Dubois HD-130
- Hurel-Dubois HD-150

### Hybrid Air Vehicles
- Airlander 10

- A
- B
- C
- D
- E-H
- I-M
- N-S
- T-Z